# Sag-Harbor-Walfangmuseum

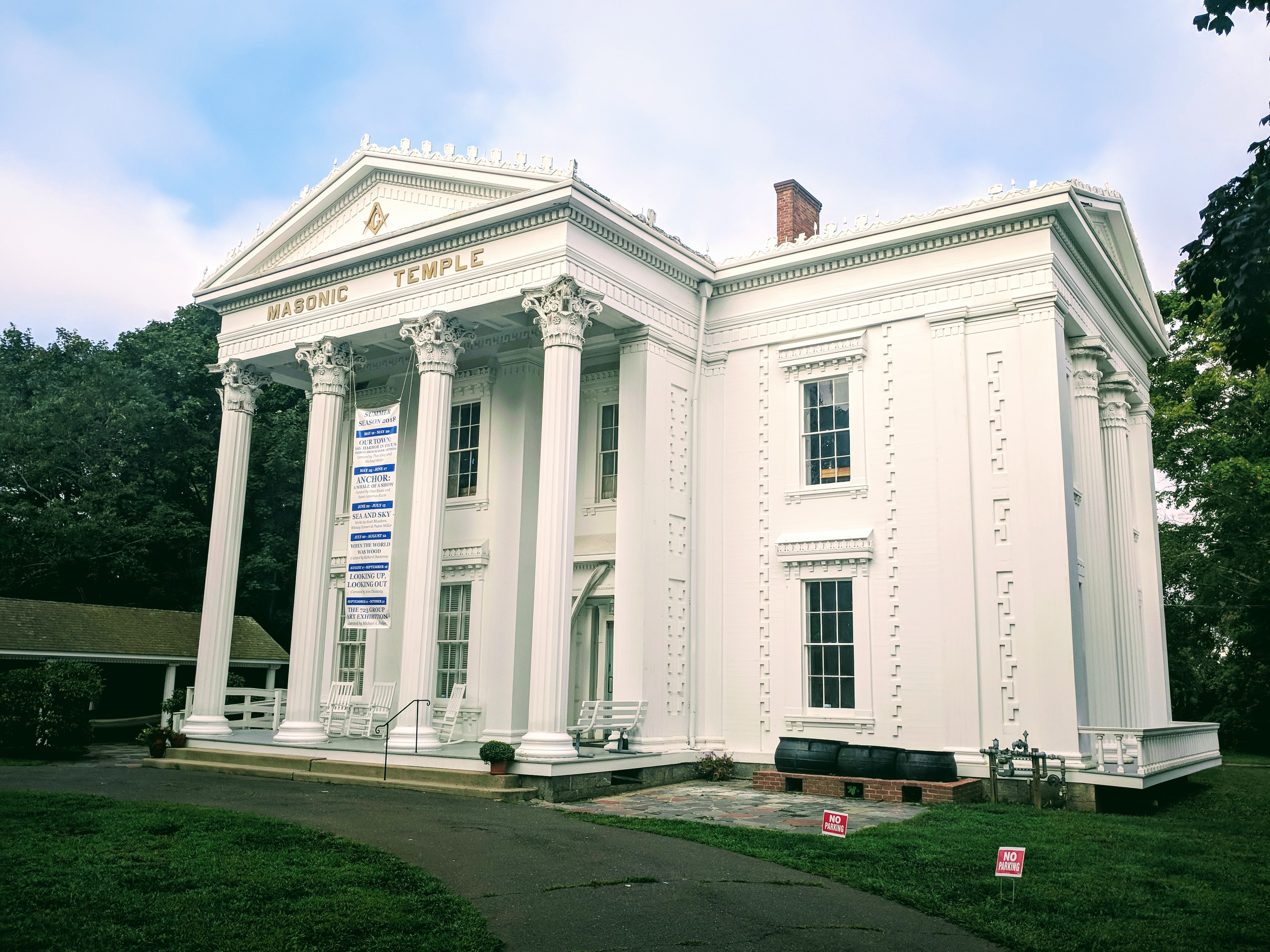

Das Sag-Harbor-Walfangmuseum (englisch Sag Harbor Whaling Museum) ist ein öffentliches Museum in Sag Harbor, Long Island, USA. Im Bundesstaat New York ist es das größte Museum dieser Art.

## Das Gebäude und die Sammlung
Das als Museum genutzte Gebäude wurde im Jahr 1845 für den Besitzer einer Walfangflotte Benjamin Huntting (1796–1867) in Sag Harbor errichtet. Architekt war Minard Lafever (1798–1854) aus der Stadt New York. Das Gebäude wurde im neugriechischen Stil errichtet, der in Amerika in den 1840er Jahren sehr populär war. Die Vorderfront ist geschmückt mit Säulen im korinthischen Stil, das Gebäude selbst ruht auf einem Steinfundament, ist aber darüber hinaus vollständig in Holz ausgeführt. Letzte Bewohnerin des Hauses war Frau Olivia Sage (1828–1918), die es von 1908 bis zu ihrem Tode als Sommerresidenz nutzte. Dann erwarb es die lokale Freimaurer-Loge. Die Freimaurer-Loge konnte das Gebäude dann nicht mehr halten, es wurde vom 1936 gegründeten Walfang-Museum erworben. Dabei überließ man der Loge und dem Order of Eastern Star die obere Etage zur weiteren Nutzung. Das Freimaurer-Symbol und die Giebelinschrift „Masonic Temple“ weist auf diese Nutzung hin. – Gegründet wurde das Museum von der Sag Harbor Historical Society, aber 1942 wurde das Museum von der Universität des Bundesstaates New York übernommen.

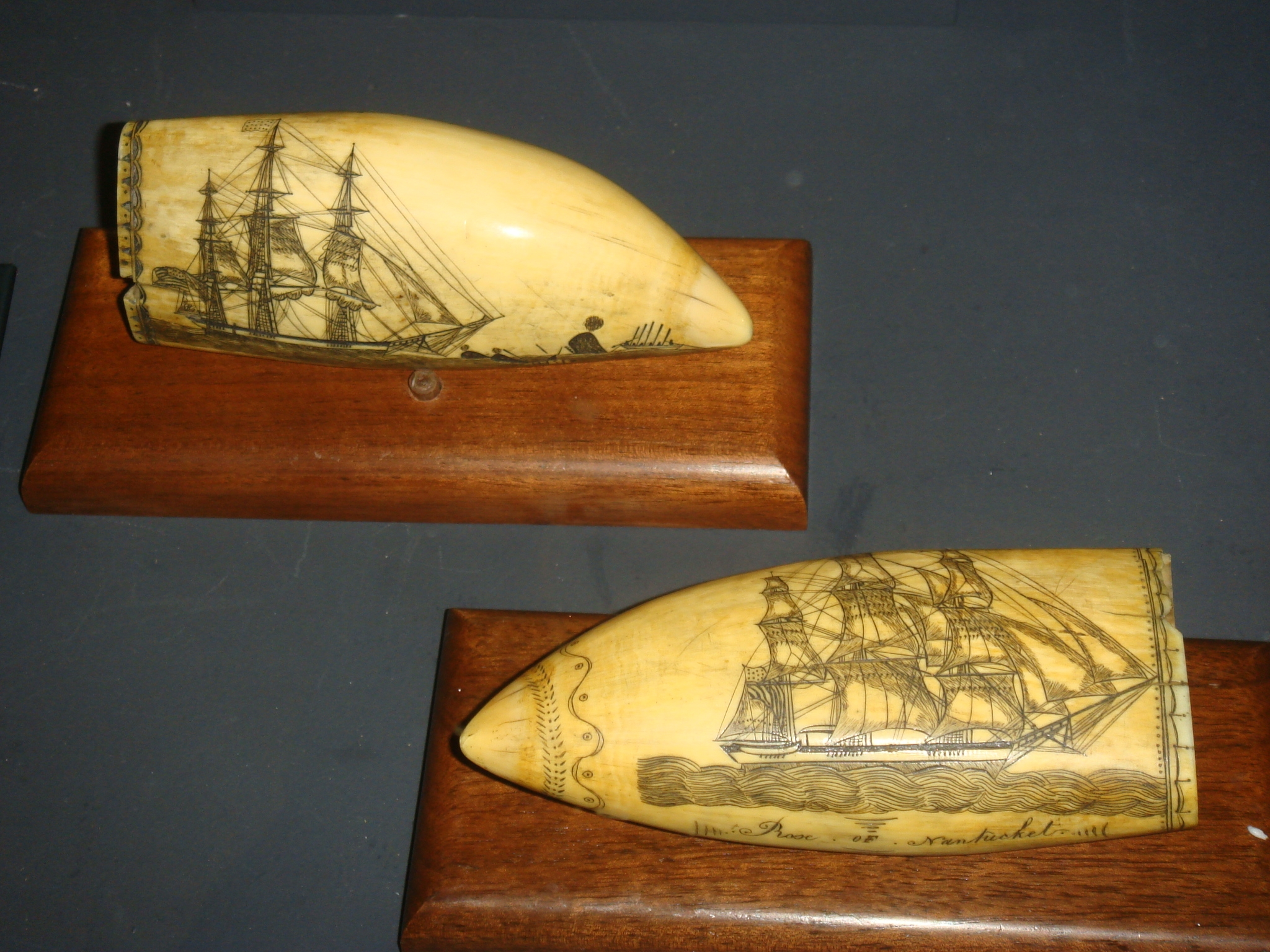
Scrimshaw

Der erste Raum nach Betreten des Hauses ist der ehemalige Empfangssalon, es ist der schönste Raum des Hauses. Der Kamin ist umrahmt von Carrara-Marmor, der aus Italien importiert wurde. Eine Dominy-Kommode aus dem Jahr 1796 schmückt den Raum. Dort befindet sich eine Sammlung von schlichten Einritzungen auf Walzähnen, sogenannte „Scrimshaw“, die von Walfängern hergestellt worden waren. Weiter sieht man Mitbringsel der Walfänger aus fremden Ländern. – Von dort kommt man in die große Halle und sieht im Hintergrund die rundgeführte Treppe, die bis in den zweiten Stock führt. Der Handlauf des Treppengeländers ist aus Marmor und die Sprossen sind aus Vogelaugenahorn hergestellt. Die Kuppel über der Mitte lässt Sonnenschein durch gefärbtes Glas herein. – Die Klavierharfe im Raum ist ein ziemlich seltenes Stück. Diese hat nur 84 Saiten statt der üblichen 88. Die Klavierharfe dürfte um 1899 gefertigt worden sein und stammt vermutlich aus der Schweiz. – Im „Harpunen- und Werkzeug-Raum“ sieht man eine schöne Sammlung von Harpunen und Werkzeugen aus der Walfang-Zeit. Es sind auch Logbücher der Walfänger zu sehen, von denen es nur noch wenige gibt. – Im rückwärtigen Raum sind frühe Seekarten vom Hafen Sag und dessen Umgebung zu sehen.
Draußen vor dem Haus ist ein Walfangboot zu sehen, das mit Rudern verschiedener Länge ausgerüstet ist. Die besondere Form der Ruder-Dollen ermöglichte ein besonders leises Rudern. Auch einige große Kessel für die Walfleischverarbeitung sind zu sehen.

## Anmerkung
1. ↑  Frau Sage war Lehrerin, Philanthropin und Kämpferin für die Frauenrechte ein. Sie gründete das Russel Sage College und die Russel Sage Foundation.
2. ↑  Die Familie Dominy mit Sitz im nahen East Hampton schuf über drei Generationen, von circa 1760 bis circa 1820, hochwertige Möbel. Weitere Beispiel sind auch im nahen ehemaligen Custom House in Sag Harbor zu sehen.